# Cunard Line

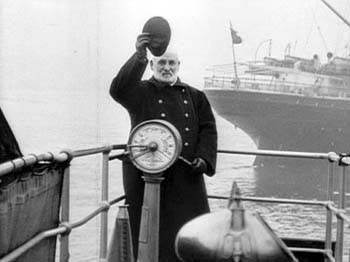
Kaptenen på ett av Cunards fartyg 1901

Cunard Line är ett rederi grundat 1838 under namnet British and North American Royal Mail Steam Packet Company. Man trafikerade flera linjer mellan England och olika hamnar i Nordamerika. Företaget skulle senare, under namnet Cunard Steamships Limited, bli ett av världens största rederier.
White Star Line slogs senare ihop med Cunard Line 10 maj 1934. 1947 köpte Cunard upp de sista delarna av White Star Line för att bli ensamma ägare av rederiet.

## Nuvarande flotta
- RMS Queen Mary 2
- M/S Queen Victoria
- M/S Queen Elizabeth

## Tidigare fartyg
- RMS Unicorn (1863)
- RMS Laconia (1921)
- RMS Laconia (1911)
- Lusitania
- Mauretania (1906)
- Queen Mary
- Queen Elizabeth
- Queen Elizabeth 2
- Carpathia
- Aquitania
- RMS Franconia (1923)
- RMS Franconia (1910)
- Berengaria
- SS Servia (1881)
- SS Umbria (1884)
- Campania
- Lucania
- Ivernia
- Slavonia
- Lancastria
- RMS Mauretania (1938)